# هاله ماده تاریک

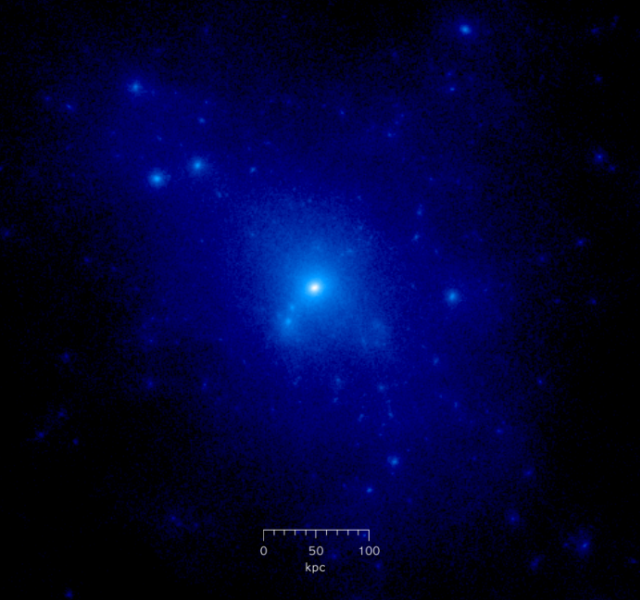
یک هاله تاریک شبیه‌سازی شده

هاله ماده تاریک (به انگلیسی: Dark matter halo)، یک جزء فرضی از یک کهکشان است که تا آن سوی مرز قابل رؤیت کهکشان ادامه داشته و بر جرم کلی آن غلبه دارد. تا زمانی که ماده تاریک در درون آن‌ها است، هاله‌ها به صورت مستقیم قابل دیدن نیستند؛ اما از تاثیرشان بر حرکت ستاره‌ها و گازهای کهکشان‌ها می‌توان به وجودشان پی برد.